# القمرة (المكلا)

تعديل مصدري - تعديل

القمرة هي إحدى قرى عزلة المكلا بمديرية المكلا التابعة لمحافظة حضرموت، بلغ تعداد سكانها 88 نسمة حسب تعداد اليمن لعام 2004.